# Зудвалде
Зудвалде (њем. Sudwalde) општина је у њемачкој савезној држави Доња Саксонија. Једно је од 47 општинских средишта округа Дипхолц. Према процјени из 2010. године у општини је живјело 1.061 становника. Посједује регионалну шифру (AGS) 3251038.

## Географски и демографски подаци
Зудвалде се налази у савезној држави Доња Саксонија у округу Дипхолц. Општина се налази на надморској висини од 49 метара. Површина општине износи 27,2 km². У самом мјесту је, према процјени из 2010. године, живјело 1.061 становника. Просјечна густина становништва износи 39 становника/km².